# Vincent Brunner
Vincent Brunner, né en 1974, est un écrivain et journaliste français. Il écrit sur la bande dessinée et sur la musique, notamment pour Les Inrockuptibles, Libération, Slate et Topo.
Il collabore régulièrement avec la chaîne Arte, en co-écrivant avec Udner (Nicolas Rendu) les épisodes de Tout est vrai (ou presque), ou encore en écrivant  pour Gymnastique, une série documentaire de la même chaîne.

## Biographie
Pour ses débuts dans la bande dessinée, il s'associe avec Claire de Gastold et scénarise pour elle 11 407 vues, paru chez Casterman en 2021.

## Publications

### Essais
- Estelle Surbranche et Vincent Brunner (ill. Colonel Moutarde), NTM : de A à Z, Prélude et fugue, 2003
- Vincent Brunner et Christophe Miossec, En quarantaine, Flammarion, 2007
- Vincent Brunner (direction) (préf. Mathias Malzieu), Rock strips[2], Flammarion, 2009
- Vincent Brunner, Hendrix : Electric life, City, 2010
- Vincent Brunner, Bob Dylan : Au delà du mythe[3], City, 2011
- Vincent Brunner (direction), Rock strips : come back[4],[5], Flammarion, 2011
- Vincent Brunner et Luz, Sex & sex & rock & roll[6] : le dictionnaire du rock'n'roll ouvertement sexuel, Flammarion, 2013
- Vincent Brunner, Platine[7], Flammarion, 2014
- M. Ellis, Les super-héros : un panthéon moderne[8], Robert Laffont, 2017
- Vincent Brunner et Terreur Graphique, Le rock est mort, vive le rock, Flammarion, 2018
- Vincent Brunner, Sandinista ! [9],[10], Le Castor astral, 2019
- Vincent Brunner, De la Soul aussi mort que vivant, Le Castor Astral, 2021

### Bandes dessinées
- 11 407 vues[1],[11],[12],[13] (scénario), dessin de Claire de Gastold, Casterman, 2021  (ISBN 978-2-203-21564-1)